# 麻帆良学園都市

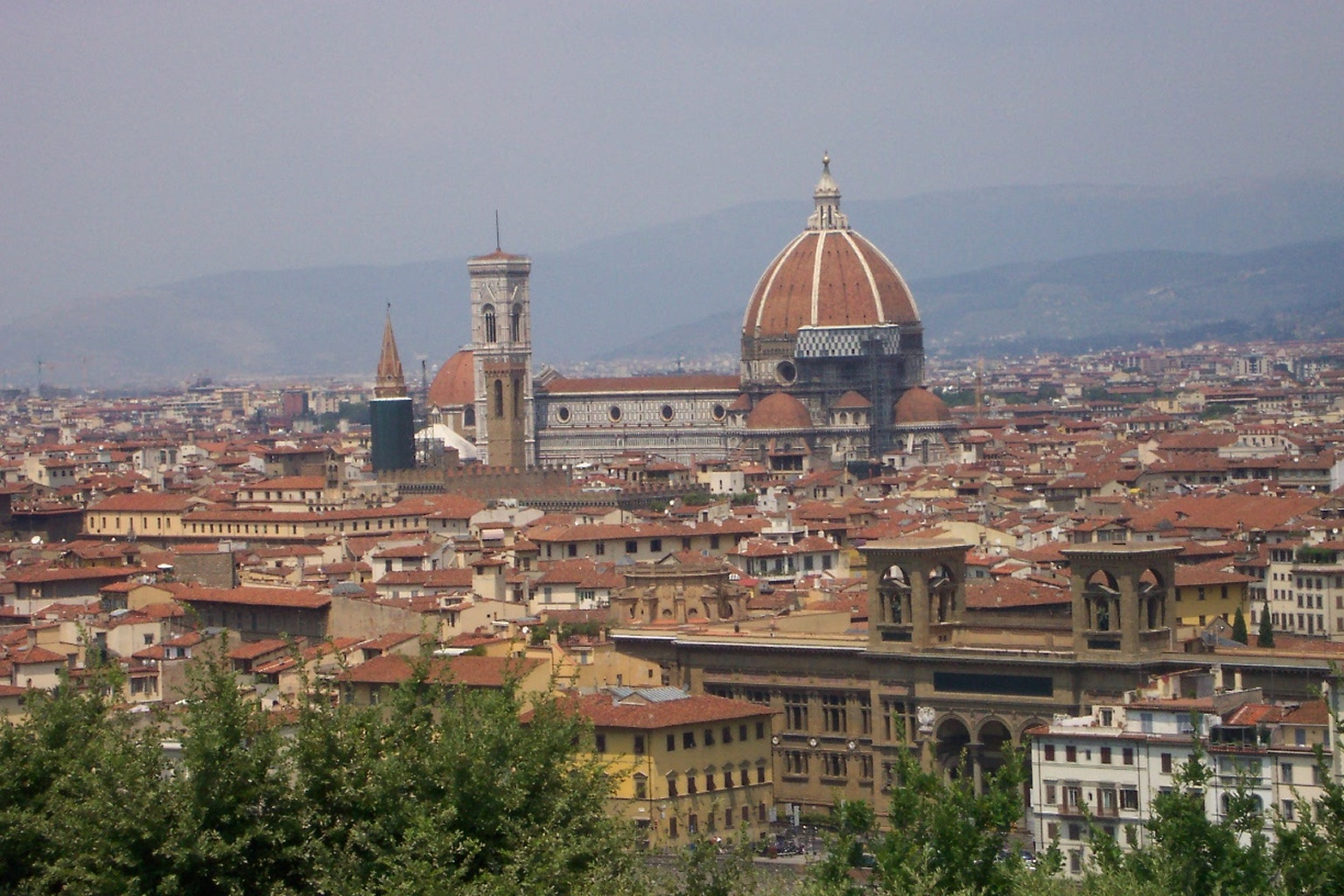
都市のモデルとなっているフィレンツェの町並み

麻帆良学園都市（まほらがくえんとし）は、赤松健原作の漫画・アニメ作品『魔法先生ネギま!』に登場する、架空の学園都市。
麻帆良学園都市は、埼玉県麻帆良市に存在すると設定されている。麻帆良学園都市の最寄り駅、麻帆良学園都市中央駅までの交通手段として、東日本旅客鉄道（JR東日本）埼京線が登場している。

## 概要
明治中期に創設され、幼等部から大学部までのあらゆる学術機関が集まってできた都市。これらの学術機関を総称して「麻帆良学園」と呼ぶ。
一帯には各学校が複数ずつ存在し、下記の都市機能を含め、大学部の研究所なども同じ敷地内にあるため、敷地面積はとても広い。そのため、学園内をブラブラと散歩する部「さんぽ部」というものがあり、クラスでも何人かが所属している。年度初めには迷子が出るとのこと。
多くの生徒が在籍していることもあり、毎朝の通学ラッシュは鉄道・道路ともに大混雑を極め、たくさんの生徒たちが駆け足で登校しているシーンは朝の名物である。
元々魔法使い達によって建設されたと考えられており、後述の世界樹の根本にあった謎の装置を始め魔法に関連する遺跡が散逸している。現在も学園長、近衛近右衛門始め多くの魔法使いが教師・生徒として在籍し、修行や学園の治安維持に従事している。
主人公ネギ・スプリングフィールドの父親であるナギ（サウザンド・マスター）はこの学園に来たことがあり、学園地下の構造を研究していたこともあり、地図が残されていた。また、エヴァンジェリンの魔力を押さえ込むほどの強力な結界が張られており、魔法 + 電力という組み合わせで効果を発揮している。この結界を張ったのがナギかどうかは不明。
学園内には学園外の常識では考えられないほど極めて超常的な特殊能力や特殊技術を備えた人材・組織が氾濫しており、しばしばそれらが様々なトラブルや事件等を起こしている。しかし、それが市民の目に触れることはあっても、そのことについて深く気にする人は少ないようで、そういったニュースによる騒ぎなどはほとんど起こっていない。専門の対策機関があるため、学園内の異常さが外部に漏れることも少ないらしく、情報管理に限って言えば陸の孤島といった様相を呈している。
さらに、学園都市内には独自メディア（麻帆良スポーツ、Mahoo!）も存在している。
また、しばしばギャンブルが行われる。学園内でケンカや格闘技の挑戦などがあると「○○に×円!」といった声が初等部でまでも飛び交う。食券トトカルチョが行われたこともある。
続編『UQ HOLDER!』では麻帆良市が新東京・天之御柱市に吸収合併された事に伴い天之御柱学園都市に改称されている。

## 麻帆良学園本校女子中等部

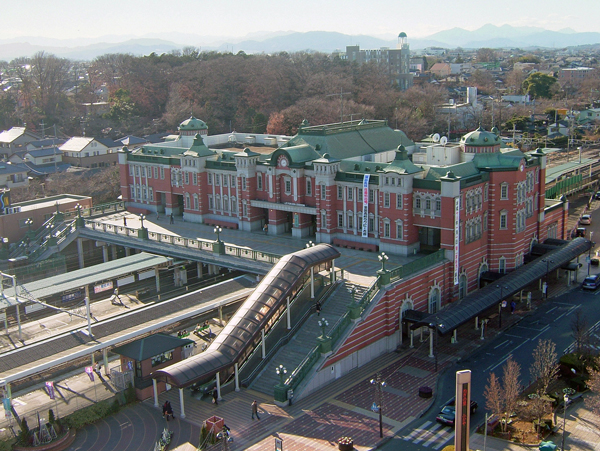
麻帆良学園本校女子中等部校舎モデル、深谷駅（深谷市）

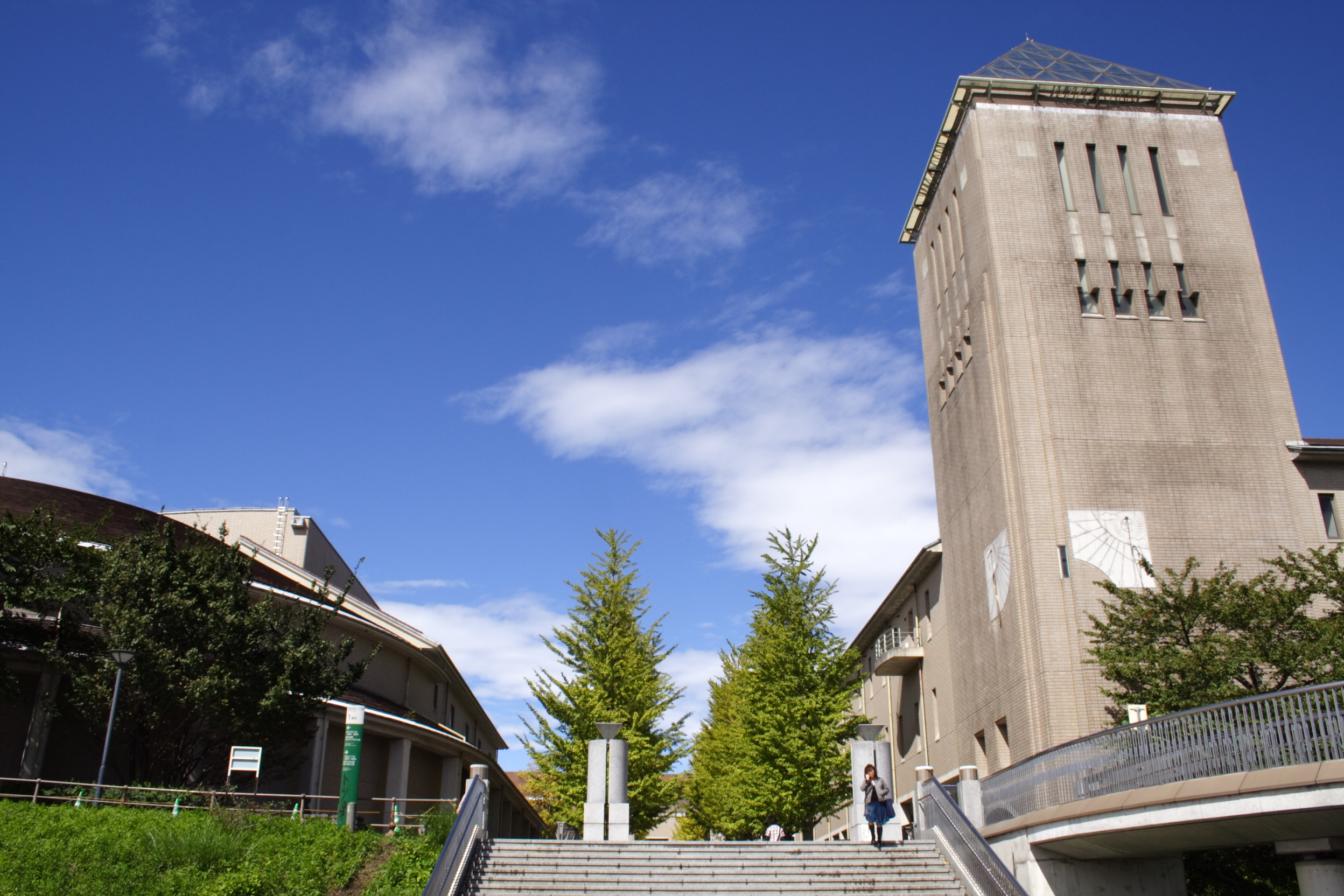
学生寮のモデル東京都立大学 (1949-2011)（現・首都大学東京）南大沢キャンパス（東京都八王子市）

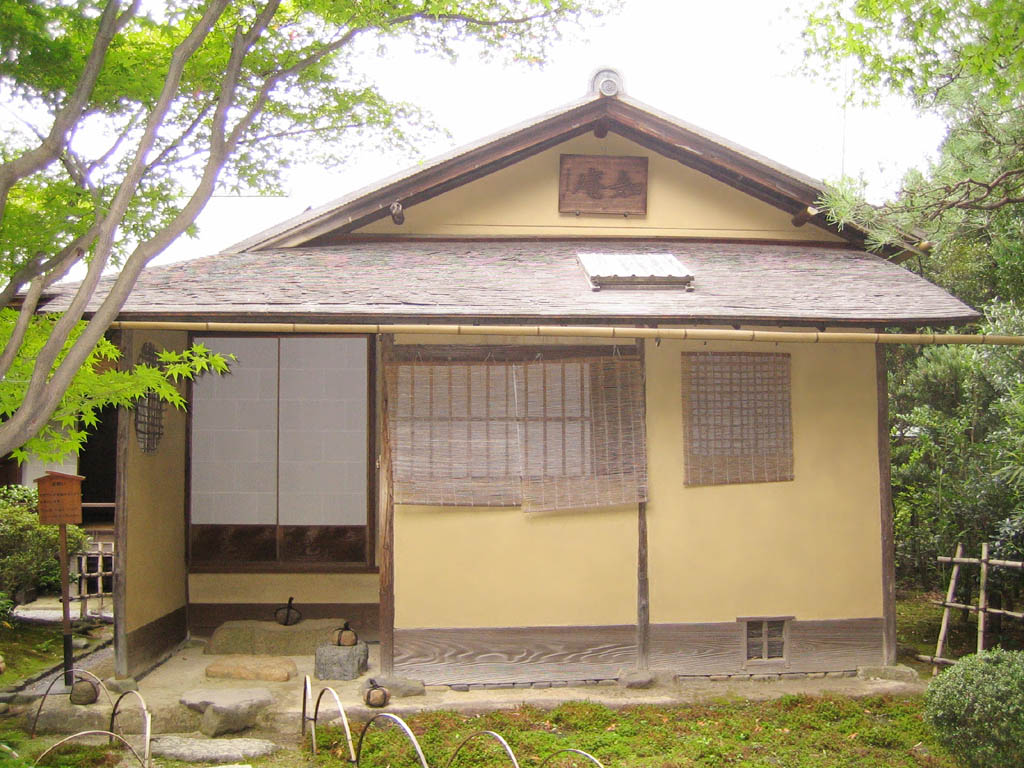
茶道部室モデル如庵（犬山市）

主人公ネギ・スプリングフィールドや神楽坂明日菜たち3-A（3年A組、旧2-A）生徒、愛衣が在籍する女子校（厳密には男女別学）。住所は「埼玉県麻帆良市鳥羽井1-1-2」 。麻帆良学園都市の最奥、女子校エリアにある学校である。
正確な生徒数は不明だが、明日菜達の学年はAからSまでの24クラスに737名が在籍していることが確認されており、全学年がほぼ同様とすると合計で2,200名以上が在籍するマンモス校となる。そのためか球技用コートなど一部施設に不足が見られる模様。また、修学旅行はクラス単位で行われ、京都・奈良やハワイなど複数の候補地から生徒の総意により選択される。クラス編成は3年間固定で、教室も表札を取り替えるだけで同じ場所を使用する。なお机は3人掛けの物に中央を空けて2人着席する。
学生証は磁気カードになっている。
制服はブレザーにチェック柄のミニスカート、タイは通常のネクタイとリボンタイが選択できるが、終業式などではネクタイ着用が義務付けられている。脚まわりは原則として黒のハイソックスに革靴だが、綾瀬夕映やエヴァのニーソックスや古菲、超鈴音の素足にパンプスなどの例外も見られる。また髪形や髪飾りに規則は無い模様である。なお相坂さよの没した1940年頃は普通のセーラー服だった。運動着はショートパンツ。
エスカレーター式で高等部に進学できるため、全体的に生徒はのんびりしている傾向がある。それでもさすがに中間・期末テスト時期になると旧2-Aを除いてピリピリしたムードが漂う。なお試験後は報道部によるクラス別成績順位発表が行われ、1位のクラスにはバラを象ったトロフィーが贈られる。
部活は文化部は160以上、運動部は21あり、バレーボール、ドッジボール、新体操、水泳などが強い（ちなみにバスケは弱いらしい）。複数の部活の掛け持ちも可能。また、中等部生徒が麻帆良大学のサークルに所属する事も可能で、「図書館探検部」の様に最初から麻帆良全校合同のサークルも存在する。
各クラスには委員長（3-Aは雪広あやか）、書記（近衛木乃香）、保健委員（和泉亜子）、図書委員（宮崎のどか）、美化委員（鳴滝史伽）、給食委員（四葉五月、ただし給食は無く食券による自由購買制）の役職がある。生徒会などの生徒自治活動については不明だが、期末テストのクラス別結果発表を報道部が行っていたことなどから、もっぱら部活主体で行われている模様である。
全寮制であり、寮自体もこの都市内にあるが、電車通学を要する距離がある。基本は2人部屋だが、あやか・千鶴・夏美の665号室（あやかの私費で個室付きに改装されている）、楓と鳴滝姉妹の部屋など一部に3人部屋も存在する。各室に空調・キッチン・バス・トイレが完備されており、別に食堂や寮自慢の大浴場「涼風」などの共用施設もある。ネギは明日菜・木乃香の643号室に、犬上小太郎は665号室に居候している。
校舎のモデルは埼玉県深谷市にあるJR高崎線深谷駅。
本編に直接は登場しないが、男子中等部も存在する。

## その他の学校
麻帆良学園聖ウルスラ女子高等学校
中等部校舎の隣の隣にある学校。高音、英子らが在学。ミッション系らしくシスターを思わせる黒主体のシンプルな制服。この学校のドッジ部「黒百合」は関東大会で優勝するほど強い。中等部の生徒とは仲があまり良くない模様。運動着はいまだにブルマーである。なお「ウルスラ」はキリスト教の女子教育の守護聖人の名前であり、ミッション系女子校の名前として多く用いられている。
麻帆良大学
工学部などが設置されている。葉加瀬聡美は工学部に研究室を借りており、茶々丸もここで製作された。この大学の土木建築研究会は学園祭の学祭門を作っている。女子中等部の生徒が大学のサークルに所属することも可能で、3-Aでは、葉加瀬（ロボット工学研究会とジェット推進研究会）の他に、龍宮真名がバイアスロン部に、超鈴音が量子力学研究会に、村上夏美が第三演劇部に、ザジ・レイニーデイが曲芸手品部に所属している。
ゲーム『魔法先生ネギま! プライベートレッスン2 お邪魔しますぅ パラサイトでチュ〜』では、ダンジョンとして登場した。
麻帆良工科大学
麻帆良祭の出展を見ると、技術的チャレンジ活動が盛んな麻帆良大工学部と比較してアミューズメント施設に使えるような実用的な技術研究を行っているようである。この大学と麻帆良大学の格闘団体とは仲が悪いことで有名で、しばしば揉め事を起こしている。
麻帆良芸大附属中学校
夏目萌の在籍する学校。本校女子中等部と制服が異なること以外は明らかにされていない。
麻帆良国際大学附属高等学校
世界樹の魔力が溜まるポイントの1つとして名前が登場した学校。

## 図書館島

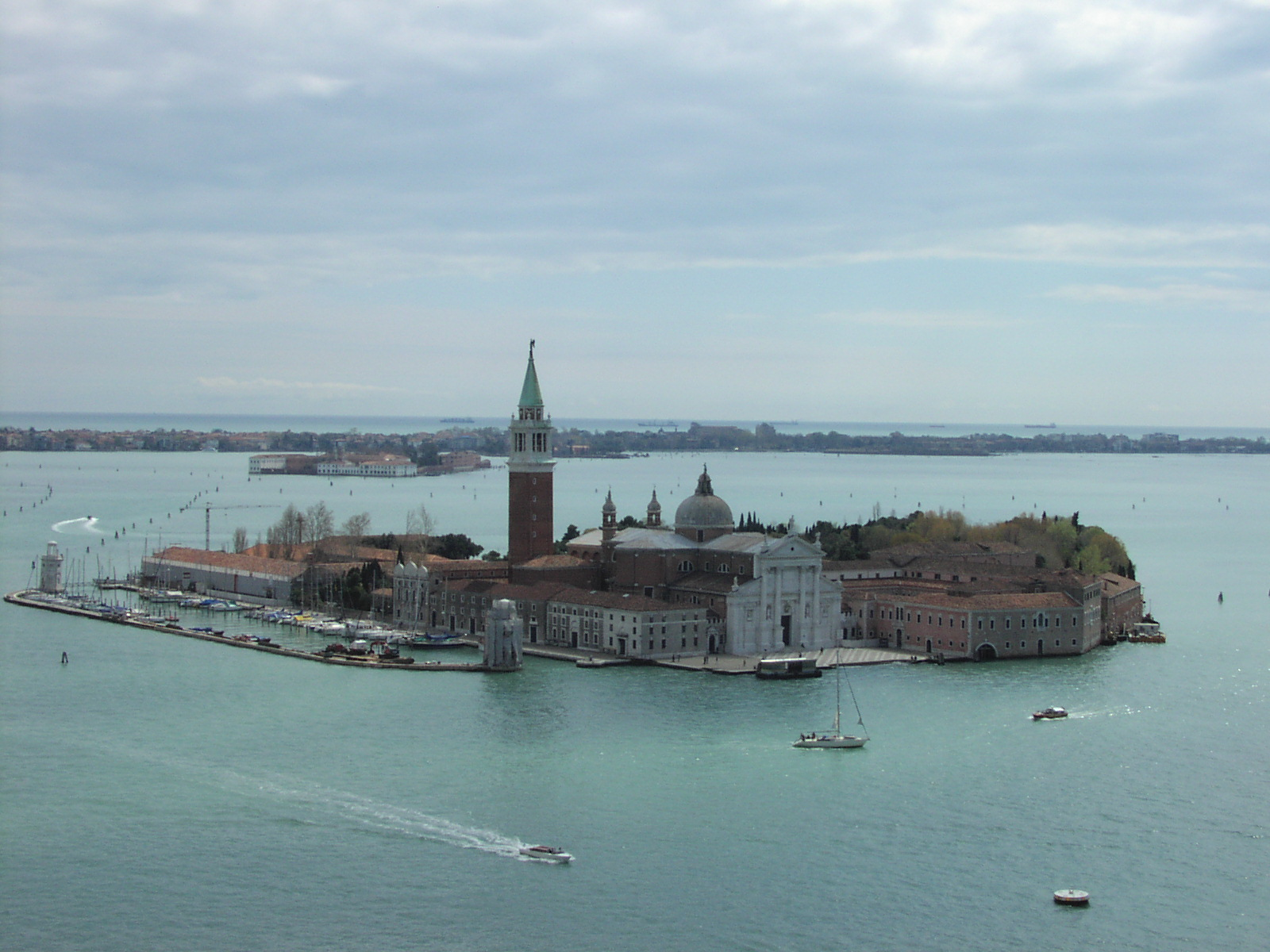
図書館島のモデルサン・ジョルジョ・マッジョーレ教会（ヴェネツィア）

明治の中ごろ学園創立とともに建設された、麻帆良湖に浮かぶ世界最大規模の巨大図書館。2度の大戦中、戦火を避けるため世界中から様々な貴重書が集められた。また蔵書の増加に伴い地下に向かって増改築が繰り返されたために現在では全貌を知るものはいなくなっている。そのため、その実態を調査する中・高・大合同サークル「図書館探検部」なる部も存在し、クラスの数名も所属している。
また、まともな図書館は地表部だけで、地下の部分は貴重書狙いの盗掘者を避けるために罠がたくさん仕掛けられている。その最深部には、生きて帰った者はいないと言われる地底図書室など、ダンジョンのような迷宮が広がっており、凶暴なドラゴンも居たり、水に浸かっていてもなんとも無い本などと謎が多い。なお、クウネル・サンダースは普段この地下で過ごしている。
また、魔法世界の旧オスティアとを結ぶゲートが存在し20年以上前に封印・廃棄されているが、使用可能なようである。
『ネギま!?』では山田（やまだ）という老人が住みついている。ネギの父のナギが、何の目的か「オレノテガカリ」を最深部に残していたという（地図にそう書かれていた、というだけであり実態は不明）。

ゲーム『魔法先生ネギま! プライベートレッスン だめですぅ図書館島』の舞台となり、鍵となる本の力で、内部がかなり改変（物理的に変えられていたわけではなく、幻覚に近いものである）されていた。
続編である『UQ HOLDER!』では、本体である地下図書館はあらゆる時空を超えて書き記された書物を収蔵する「アカシャの図書館」であると明かされている。

## 世界樹
正式名称「神木・蟠桃（しんぼく・ばんとう）」。学園の中央に聳え立つ、樹高270mという世界に類を見ない巨木。内部に強力な魔力を秘めている世界樹。22年に1度の周期でその魔力の蓄積量が最大となり、木を中心とした6箇所に強力な魔力溜まりを形成する。この魔力溜まりが、周囲に居る人の心に作用して、その願いを叶えてしまう。この魔力は、即物的な願いは叶えないが、こと告白に関する願いには成就率120%（学園長談）という呪い級の威力を発揮する。また、カシオペアの時間移動も最大限に引き出され、遠い未来にも行くこともできる。前回、世界樹の力が発揮されたのは1982年で、今回は2004年の予定だったが、異常気象の影響で2003年に発動してしまった。
ゲーム『魔法先生ネギま! プライベートレッスン2 お邪魔しますぅ パラサイトでチュ〜』では、悪魔種族が多数寄り付き、魔力が失われ、枯れる寸前まで至り、内部がダンジョン化（ゲームのラストダンジョン）していた。
世界樹伝説
世界樹の力が発揮される日が学園祭の最終日（夏至の日）にあたるため、学園祭の最終日に世界樹の下で告白をすると必ず成功するという都市伝説。学園内にはこのようにやけに的を射た噂が多く流れており、吸血鬼騒動（エヴァンジェリン）、図書館島の魔物（クウネルのドラゴン）などを初め、魔法先生・魔法生徒の存在すらも「魔法少女」「魔法オヤジ」として都市伝説化している。

## 学園関連以外の施設・設備

### 家・教会・礼拝堂
エヴァンジェリン邸（3巻 - ）
エヴァンジェリンと茶々丸が住む家。桜ヶ丘4丁目29番地にある（劇中では「学園都市内の桜ヶ丘4丁目29…」で途切れている）。ログハウス調の造りで中はファンシーな物でいっぱいになっており、茶室がある。井戸や四角い小屋などもある。
地下室には大きなボトルシップがあり、別荘「EVANGELINE'S RESORT」の入り口になっている。
麻帆良教会（17巻）
地下には「魔法使い人間界日本支部」が存在する。
女子普通科付属礼拝堂（10巻・17巻）
世界樹の魔力溜まりのポイントの一つ。

### 店
毎朝新聞販売店（1巻）
明日菜のバイト先。
食堂棟（13時間目）
地下から屋上まで全て飲食店で占められている。鳴滝姉妹がネギにスイーツをおごらせている。
STARBOOKS CAFE（3巻 - ）
麻帆良駅前にあるカフェ。看板に「STARBOOKS COFFEE」と描かれている。STARBUCKS COFFEEのパロディ。
売店（3巻）
停電用品を売っていた店。
MAGGY（9巻）
さよが夜を過ごしている学校近くのコンビニ。サンクスのパロディ。名前の由来はアシスタントの一人の通称「まぎぃ」から。
まほらストア（9巻）
犬上小太郎が持っていたレジ袋に書かれたコンビニ名。
イグドラシル（9巻）
高畑としずなが一緒に座っていたシーンで登場したカフェ。麻帆良祭公式プログラムにも載っている。名前は北欧神話に登場する世界樹ユグドラシルに由来。
麻帆良洋品店（14巻）
ネギ達が服をレンタルした洋品店。
超高級学食JoJo苑（160時間目）
名前のみ登場の焼肉屋。焼肉チェーン店叙々苑のパロディ。
まつ屋（165時間目）
名前のみ登場の牛丼店。円の大好物であり、駅前の店舗が移転してしまい彼女や美空の涙を誘った。牛丼チェーン店松屋フーズのパロディ。
麻帆ミヲン（175時間目）
映画館。

### 公園・広場 ・公共施設

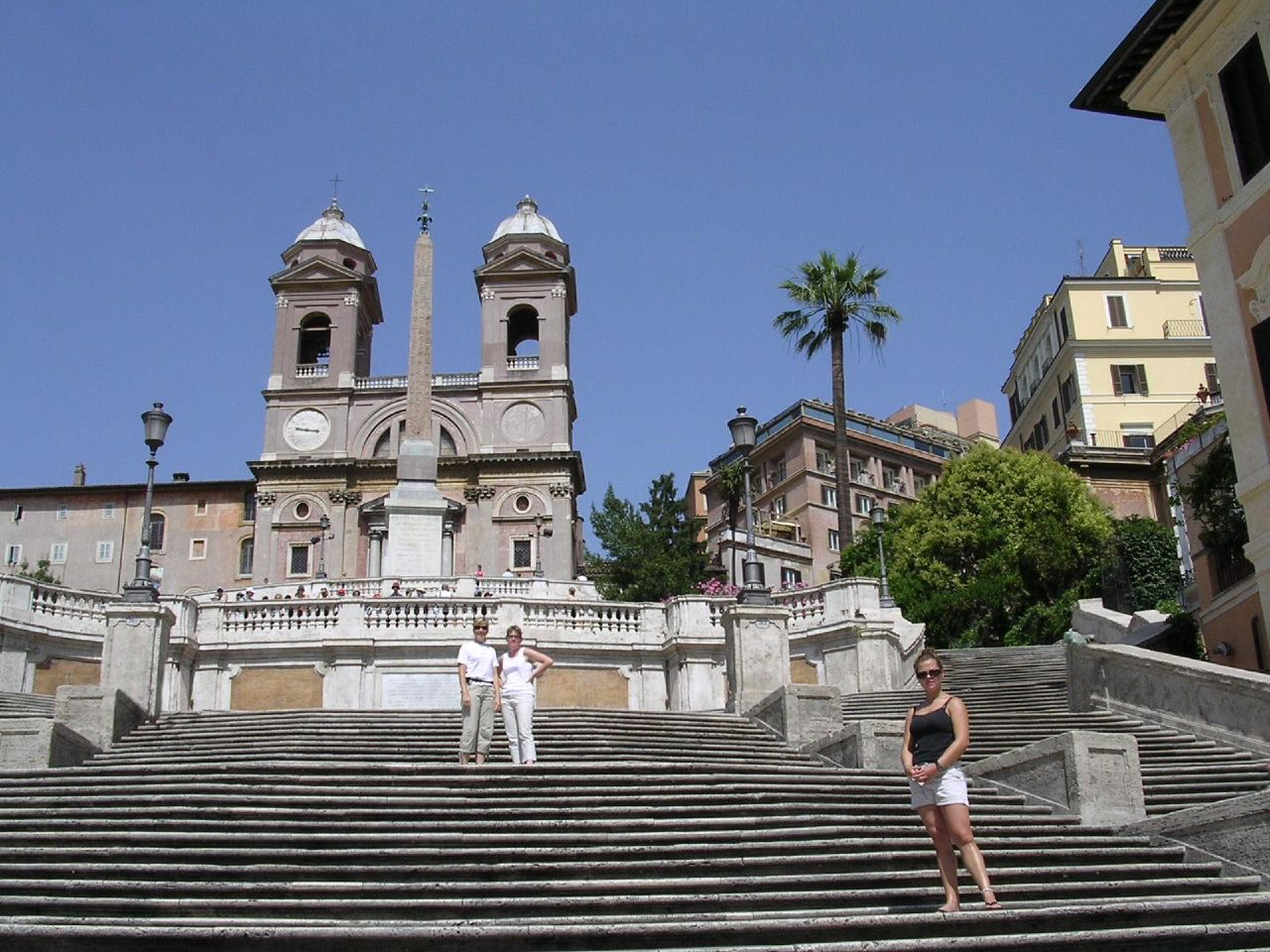
世界樹前広場モデルスペイン広場（ローマ）

世界樹前広場
世界樹の前にある広場。世界樹の魔力溜まりのポイントの一つ。
麻帆良大学工学部キャンパス中央公園（10巻・17巻）
世界樹の魔力溜まりのポイントの一つ。
日本庭園（14巻）
茶道部の野点会場。
噴水公園（14巻）
亜子が気を失った公園。
フィアテル・アム・ゼー広場（17巻）
世界樹の魔力溜まりのポイントの一つ。付近に大きな屋上喫茶がある。
麻帆良ヶ丘公園（17巻）
麻帆良祭中は演劇部打ち上げ会場になっている。
市民プール
夏休みにネギ達が訪れ、しずなの巨乳に嫉妬したアーニャが貧乳になる魔法薬を投入しようとした。

### 交通施設
麻帆良学園中央駅
麻帆良学園本校女子中等部の最寄り駅。埼京線の駅という設定。埼京線用4扉車の205系0番台を使用、第3巻ではモハ204-28(実車は南武線用ナハ49編成に組込)が描写されていて、方向幕は「麻帆良」を示していることから途中駅となる。
駅前には自動車が乗り入れ可能なロータリーも設備されている。
改札口は有人改札が1箇所、朝の登校ラッシュに対応することから10台以上の自動改札機を設置。
路面電車
学園内を移動する交通機関の1つ。車両はレトロなオープンデッキタイプの単車が多く、集電装置はZビューゲル、ビューゲル、ポールなど様々である。スケートボードに乗ったままぶら下がって乗車する生徒がいたり、時間帯によっては上下線ともに同一方向へ走行するなど常識範囲を超える運行が行われる事もある。
一部車両は「超包子」の屋台として用いられている。超・五月らが常駐している車両には飛行機能が搭載されている。
遊覧船
麻帆良湖を一周する外輪船。

### その他
龍宮神社
学園内にある神社。本殿は非常に大規模で、まほら武道会の会場ともなっている。真名はここの一人娘であるとされる。また、南門は世界樹の魔力溜まりのポイントの一つ。

### 設備
自動販売機
作品中に出てくる自動販売機。原作では側面に「MAHORA」と書かれている。特に図書館島内部のものは夕映が愛飲する変なドリンクが多数売られている。『ファイナルファンタジーXII』の関連商品として実際に発売された「ポーション」が入っていたこともある。

## 学園行事

### 麻帆良祭
麻帆良学園全体で行われる学園祭。中学・高校の一学期中間テスト後からが本格的な準備期間となっている。日程は前夜祭+3日間（2003年度は6月20日 - 22日）で、延べ入場者数約40万人。一説には1日で2億6千万円もの金銭が動き、3日間で数千万円稼ぐサークルもあるというほどの大イベントである（実行委員会が飛行船を連日飛ばしていることからもその予算の莫大さが窺える）。仮装パレード、鳥人間コンテスト、空戦ショーなどを初め、各部活の発表や、格闘大会などが開催される。

#### イベント
3-Aホラーハウス「ドキッ♥女だらけのお化け屋敷」
3年A組が出した出し物。1回500円で一人一人に案内役の女生徒がついて来て1回タッチすることが出来る。
客の好みに合わせ3つのコースから選べる。ちなみにコースは雪広あやか担当「ゴシックホラー」、佐々木まき絵担当「日本の怪談」、大河内アキラ担当「学校の怖い話」の3つ。中等部内の催し物で第2位を獲得した。
麻帆良祭（丸秘）コスプレコンテスト
図書館島で行われたゲリラ的イベントだが公式プログラムにも載っていないため、一般生徒は誰も知らない。参加者がキャラクターのコスチュームを着て得点を競う。2003年度の優勝者は長谷川千雨（ネギ達に強引に参加させられた）、準優勝は委員長&バカピンク。
まほロック2003
一大ライブイベント。でこぴんロケットも参加している。
まほら武道会
かつて、麻帆良祭の伝統行事として行われていた伝説の格闘大会。以前はかなり大規模の大会だったらしいが、20年ほど前から形骸化が進み、近年は賞金わずか10万円となり参加者も減っていた。しかし魔法を全世界にバラそうとする超鈴音が複数の大会をM&A（合併と買収）し賞金を1000万円に上げ、完全な電子的措置で記録の映像化を防いだことにより再び参加者が急増。超が制定したルールでは、飛び道具や刃物は禁止だが木刀や投石などは良いらしい。呪文の詠唱も禁じられている（技名は可）。なお25年前の実質最後の大会では、当時10歳のナギが飛び入り参加で優勝している。
図書館島探検大会
図書館島をツアー形式で一部を探検するというイベント。案内役は図書館探検部部員で当イベント時には、特別衣装を着る。
火星ロボ軍団VS学園防衛魔法騎士団
最終日に行われた学園祭最大のイベント。表向きは毎年雪広グループ主催で開催される自由参加の全校合同イベントとされていたが、その実体は魔法を全世界にバラす計画を進める超鈴音率いるロボ軍団と、それを阻止しようとする学園中の魔法使いとの総力戦だった。

### その他の行事
ウルティマホラ
秋の体育祭の時期に毎年開催される大格闘大会。2002年度の優勝者は古菲。

## オーバーテクノロジー
ロボット
茶々丸や武道会に参加した「T-ANK-α3（愛称：田中さん）」などかなり人間に近い容姿のロボットや、どこかのアニメに出てきそうな大型二足歩行ロボットなど、学園外の技術レベルを超越したロボットが学園内には存在する（学外の技術レベルはあくまで現代のレベルと違いはなく、ホンダの二足歩行ロボットASIMOや、ソニーの犬型ロボットのAIBOレベルである）。なお「T-ANK-α3（通称、田中さん）」は量産体制に入っている模様。
タイムマシン
超がネギに渡した懐中時計型タイムマシン「カシオペア」。持っている者とその周囲にいる数人を過去へ送る事が可能。使用者の魔力によって作動するらしく、魔法使い一人の魔力では、最大で1回に24時間前までしか戻れない。また超が最後に使ったのは2年半前らしく、ネギが使用するのを含めて、動作させるのは今回で2度目というある意味実験のような扱いであった。
魔法使いの魔力がカシオペアの作動条件だが、その他に世界樹の魔力が漲る学園祭の3日間しか使えないという制約がある。そのため、学園祭から1週間程経ったら地上では通常カシオペアを使うことはできない。ただし、22年に1回の世界樹の魔力が溢れる年だけ、世界樹の地下200m付近にはまだ世界樹の魔力が残っている可能性がある。また、世界樹の魔力が集まる最深部でカシオペアを使用すると一気に1週間以上の超長時間移動が可能。ただし、魔法使いにかかる負担も大きくなる（ネギは学園祭最終日に戻ったときの反動か、魔力が底を付いてしまった）。
ネギたちが最終日に戻ったときの到着地点は、何故か飛行船が飛んでいる付近（上空約300m以上）だった。
なお、デザインはチェコのプラハの時計塔の文字盤をモデルにしている。

## 文化
作中に出てきた作中作などについて。
魔法少女♥ビブリオン
MHK第2で日曜朝8:30より放送中の魔法少女アニメ。夕映の魔法少女に対するイメージとしてでてきたり、麻帆良祭コスプレコンテストで千雨・まき絵・いいんちょのコスプレの題材となったりとネギま!作品世界での知名度は高いらしい。
魔法家庭教師ツクネ
2002年度に出版されているらしい小説。のどかが愛読しているらしい。ネギま!作品世界ではCD・PS2ゲームに登場。
麻帆良スポーツ
中等部にも時々掲示される新聞。生徒のことや都市伝説などが載っている。たまにウソの記事も載ることもある。
まほら新聞
朝倉和美が所属している新聞部で発行している新聞。和美もよく記事のネタを探している。
毎朝新聞
神楽坂明日菜がバイトをしている新聞店の新聞。そこの新聞店でバイトをするとMAIと書かれたジャンパーを貸してもらえる。

## モデル

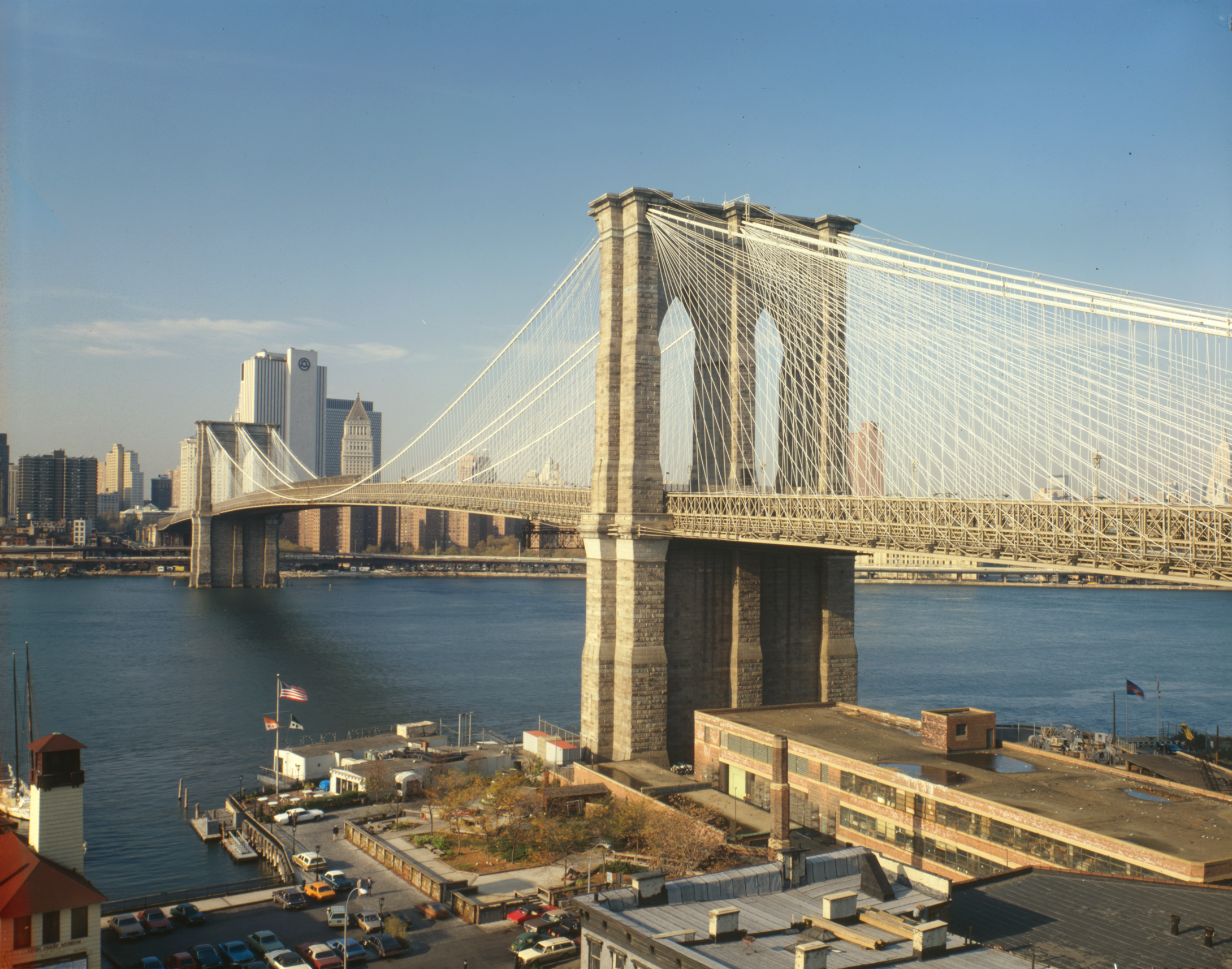
吊り橋モデルブルックリン橋（ニューヨーク）

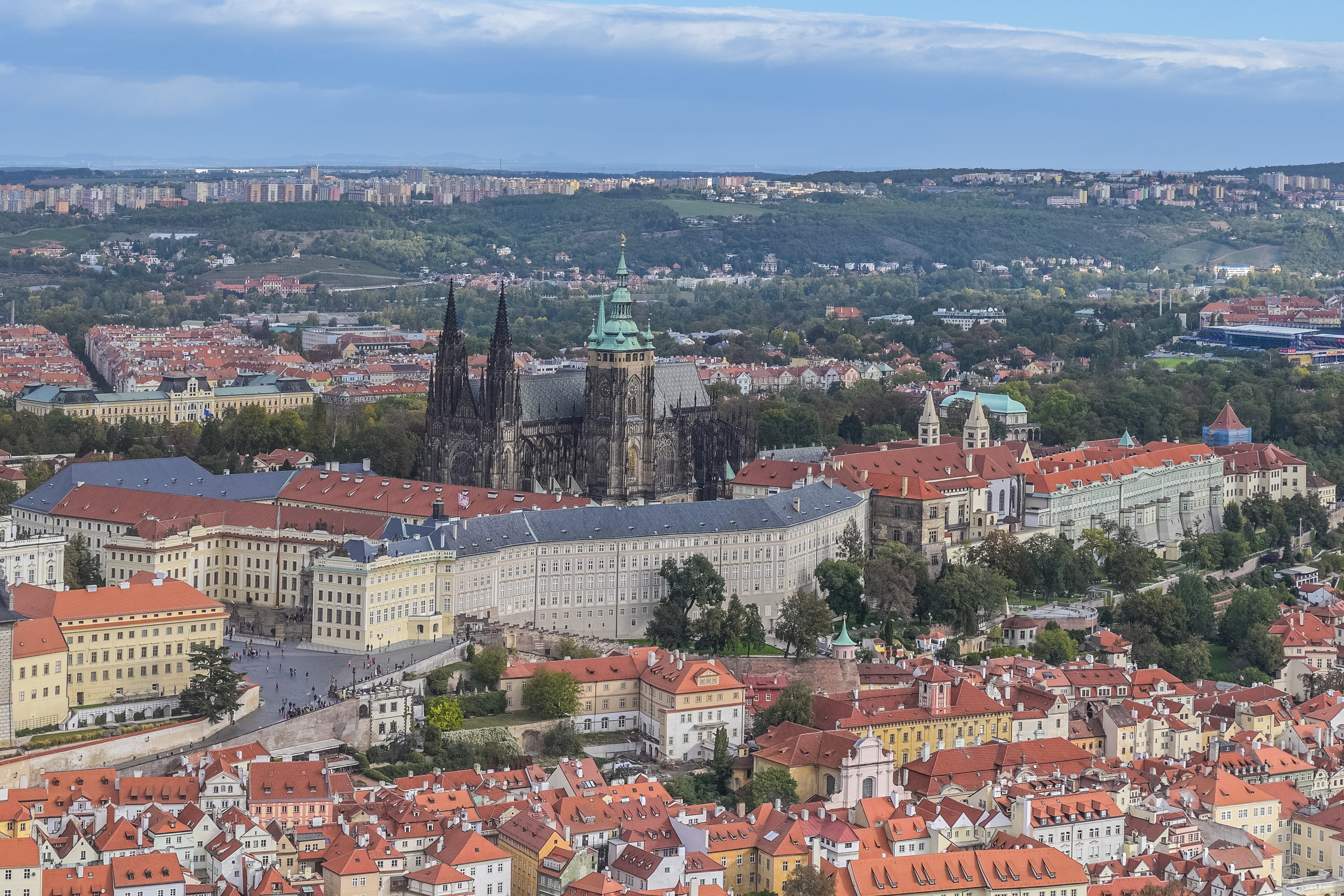
女子校エリアの建物モデルプラハ城（プラハ）

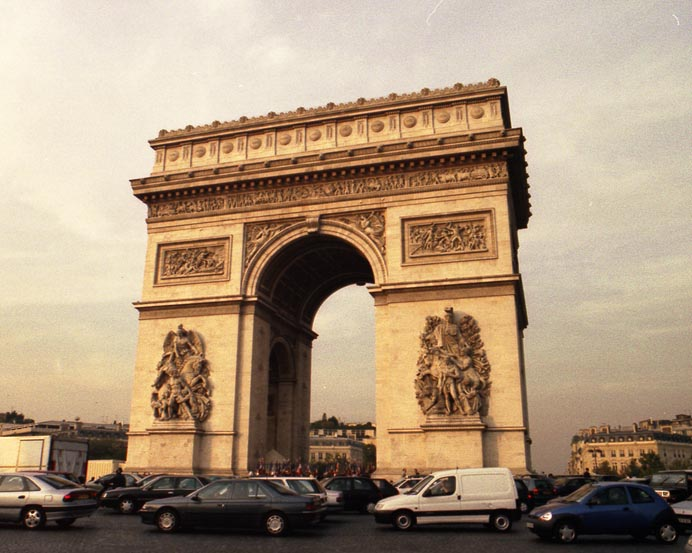
学祭門モデルエトワール凱旋門（パリ）

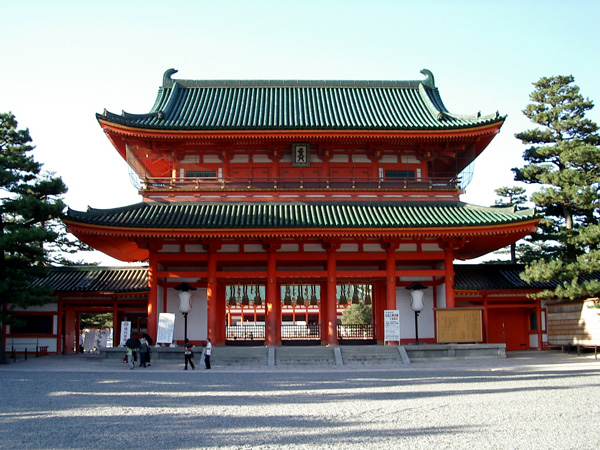
龍宮神社の門モデル平安神宮應天門（京都市）

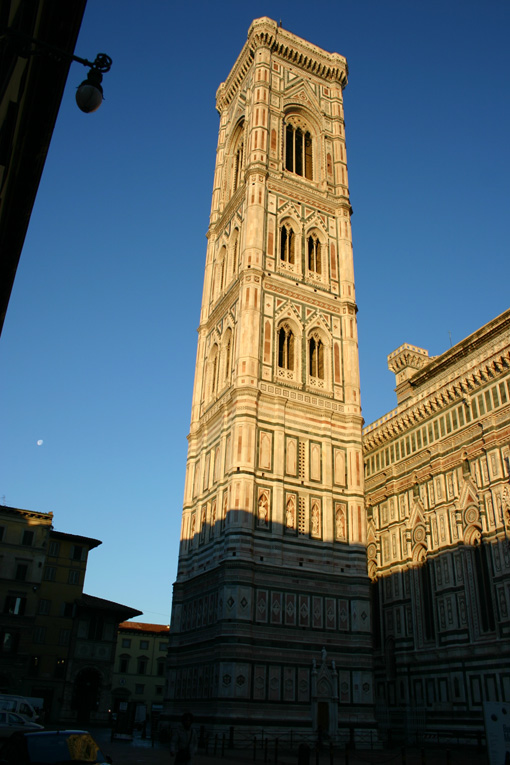
鐘楼モデルジョットの鐘楼（フィレンツェ）

麻帆良学園は、大まかには東京都立大学 (1949-2011)（現・首都大学東京）南大沢キャンパス（東京都八王子市）と一橋大学（東京都国立市）を参考にしているが、部分的には世界の主な名所・史跡や、東京郊外の建物などもモデルにしている。

### 建造物
- 麻帆良学園都市中央駅の構内は、埼玉県さいたま市西区の川越線指扇駅。
- 都市のモデルは東京都多摩市の京王線聖蹟桜ヶ丘駅周辺とイタリアのフィレンツェ。
- 女子校エリア（1巻）の建物は、プラハ城。
- 女子中等部校舎は埼玉県深谷市の高崎線深谷駅。
- 麻帆良学園 学生寮は東京都立大学（現・首都大学東京）南大沢キャンパス。明日菜達が住んでいる女子寮のモデルは同キャンパス内の3号館（旧人文学部棟）。
- 茶道部室（3巻）は、愛知県犬山市御門先にある「如庵」。
- 図書館島は、ヴェネツィアにあるサン・ジョルジョ・マッジョーレ教会（島全体が修道院）。
- 麻帆良大学工学部は聖蹟桜ヶ丘駅前（東京都多摩市関戸）の都市公団賃貸マンション「聖蹟桜ヶ丘ビュータワー」。 赤松健のスタジオが2003年から2005年まで所在していた建物で、学園遠景はビュータワーより東方向を眺めた物が用いられている。また、キャンパスのモデルは同市落合の「多摩中央公園」。左右反転で使用され、遠くの「ベネッセコーポレーション東京本部ビル」を「聖蹟桜ヶ丘ビュータワー」に入れ替えている。
- STARBOOKS CAFE（3巻 - ）はVI\TA COMMUNE／聖蹟桜ヶ丘OPA 1階のスターバックスコーヒー店舗。
- 学園都市と外部の境界上にある橋は、ニューヨークのブルックリン橋。
- 世界樹前広場は、ローマにある「スペイン広場」。世界樹が立っている場所はトリニタ・ディ・モンティ教会のオベリスクに相当する。
- 毎朝新聞販売店（1巻）は読売新聞桜ヶ丘駅前サービスセンター店。
- 売店（3巻）は東京都立大学（現・首都大学東京）南大沢キャンパスの生協広場から見た学生ホール。左右反転で使用された。
- 第二体育館（7巻）は鹿児島高等学校の体育館。
- MAGGY（9巻）は多摩市関戸のサンクス店舗。
- 龍宮神社（9巻）は多摩市落合の白山神社。左右反転で使用された。
- 龍宮神社の門（9巻）は平安神宮の応天門。
- 屋上喫茶（10巻 - ）はフェレンツェのシニョリア開廊（17巻で縮小版も出ている）。
- 水上庭園（10巻）は、イタリアのガルゾーニ城庭園。
- まほら武道会本戦会場（11巻 - 13巻）の拝殿は気比神社[どこ?]、回廊は厳島神社を参考にしている。
- 地下下水道（11巻 - 13巻）はヨーロッパの下水道。
- 鐘楼（背景、12巻）はフィレンツェにあるジョットの鐘楼。
- 石城（15巻）はイギリスのウォーリック城。
- ホール&広場（15巻）は北アイルランドのベルファストのシティ・ホールがモデルになっている。
- 魔法使い人間界日本支部施設（16巻）はアイスランドのレイキャヴィークのハットルグリムスキルキャ教会。

### 構内

#### 女子中等部
- 教室は一橋大学国立キャンパス西本館小教室。
- 廊下は一橋大学国立キャンパス西本館南側廊下。
- 教室札は一橋大学国立キャンパス西本館教室の教室札。
- 階段（1巻）は一橋大学国立キャンパス東本館の階段。
- ホールは一橋大学国立キャンパス西本館入口ホール。

#### 女子寮
- 女子寮内部は東京都立大学（現・首都大学東京）南大沢キャンパス3号館（旧人文学部棟）の吹き抜け部分。
- 大浴場の左半分部はヒューマックスパビリオン永山（東京都多摩市永山）にある「永山健康ランド」の大浴場。

#### 図書館島
- コスプレコンテスト会場（11巻）はイタリアのサン・ロレンツォ聖堂内部。

### モニュメント
- ネギが座り込む場所にある像はミケランジェロ広場にあるダヴィデ像。
- 女子寮の前にある石のモニュメントは東京都立大学（現・首都大学東京）南大沢キャンパス3号館（旧人文学部棟））の前にあるモニュメント。名前は「空の目門」。
- 15巻では明日菜の待機場所にモアイ像があった。

## 備考
- 数万人規模の学園都市、迷宮化された巨大図書館や学園内路面電車などの設定は蓬萊学園シリーズと似ており、これの影響を受けていることを作者も認めている。なお、初期案では麻帆良学園は島に存在することになっている。